# 小天橋駅
小天橋駅（しょうてんきょうえき）は、京都府京丹後市久美浜町浦明にある、WILLER TRAINS（京都丹後鉄道）宮津線の駅である。駅番号はT22。「宮豊線」の愛称区間に含まれている。
2014年（平成26年）に京丹後市の「駅の愛称選定委員会」で公募を経て決定した愛称は「日間の松原 小天橋駅」。

## 歴史
- 1932年（昭和7年）8月10日：宮津線の最終開業区間である丹後木津（現在の夕日ヶ浦木津温泉） - 久美浜間の開業により丹後神野駅（たんごかんのえき）として設置[1][2]。
- 1962年（昭和37年）10月1日：貨物の取り扱いを廃止[2]。
- 1984年（昭和59年）2月1日：荷物扱い廃止[2]。
- 1985年（昭和60年）3月14日：駅員無配置駅となる[4]。
- 1987年（昭和62年）4月1日：国鉄分割民営化により、西日本旅客鉄道（JR西日本）の駅となる[1][2]。
- 1990年（平成2年）4月1日：北近畿タンゴ鉄道への宮津線移管により、同鉄道の駅となる[1][2]。
- 2015年（平成27年）4月1日：WILLER TRAINSへの移管により、京都丹後鉄道宮豊線の駅となり、同時に駅名を小天橋駅に改称[5]。

## 駅構造

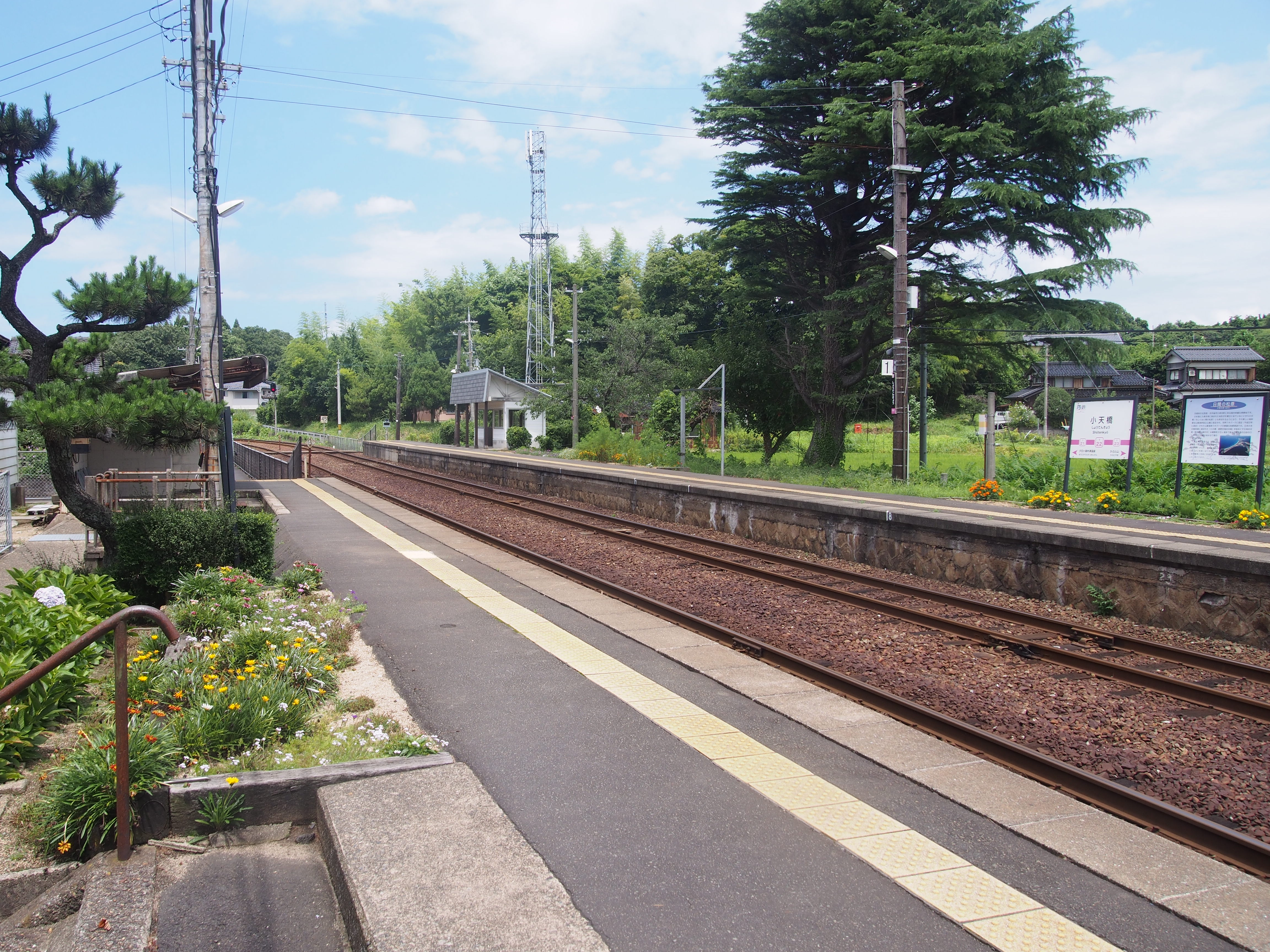
ホーム（2019年7月）

相対式ホーム2面2線を持つ地上駅であり、列車交換ができる。宮津方面行きホーム側に駅舎があり、ホーム間は宮津方の構内踏切で結ばれている。
豊岡方面行きホーム側を上下本線とした一線スルーとなっており、当駅を通過する特急列車は両方向ともこのホームを通過していく。一方、停車する普通列車は方向別でホームを使い分ける。
丹鉄線内に15駅存在する有人駅の一つであるが、当駅は京丹後市が受託する簡易委託駅となっている。
通常は普通列車と快速列車しか停車しないが、2015年度（平成27年度）までは、夏季や冬季には一部の特急が臨時停車していた。

### のりば
| のりば | 路線    | 方向 | 行先                                             |
| ------ | ------- | ---- | ------------------------------------------------ |
| 1      | ■宮豊線 | 下り | 久美浜・豊岡方面                                 |
| 2      | ■宮豊線 | 上り | 夕日ヶ浦木津温泉・網野・天橋立・宮津・西舞鶴方面 |

上記の路線名は旅客案内上の名称（愛称）で表記している。
付記事項
- かつては駅舎側のホーム（上りホーム）が1番のりばと扱われていたが、WILLER TRAINSへの移管以降に下り線側からの付番に改められ、駅舎反対側のホームが1番のりばとなった。

## 利用状況
1日の平均乗車人員は以下の通りである。
| 乗車人員推移 | 乗車人員推移 |
| 年度         | 1日平均人数  |
| ------------ | ------------ |
| 1999         | 99           |
| 2000         | 101          |
| 2001         | 104          |
| 2002         | 107          |
| 2003         | 99           |
| 2004         | 99           |
| 2005         | 132          |
| 2006         | 87           |
| 2007         | 110          |
| 2008         | 69           |
| 2009         | 71           |
| 2010         | 47           |
| 2011         | 62           |
| 2012         | 55           |
| 2013         | 66           |
| 2014         | 63           |
| 2015         | 74           |
| 2016         | 66           |
| 2017         | 63           |
| 2018         | 66           |
| 2019         | 66           |

## 駅周辺

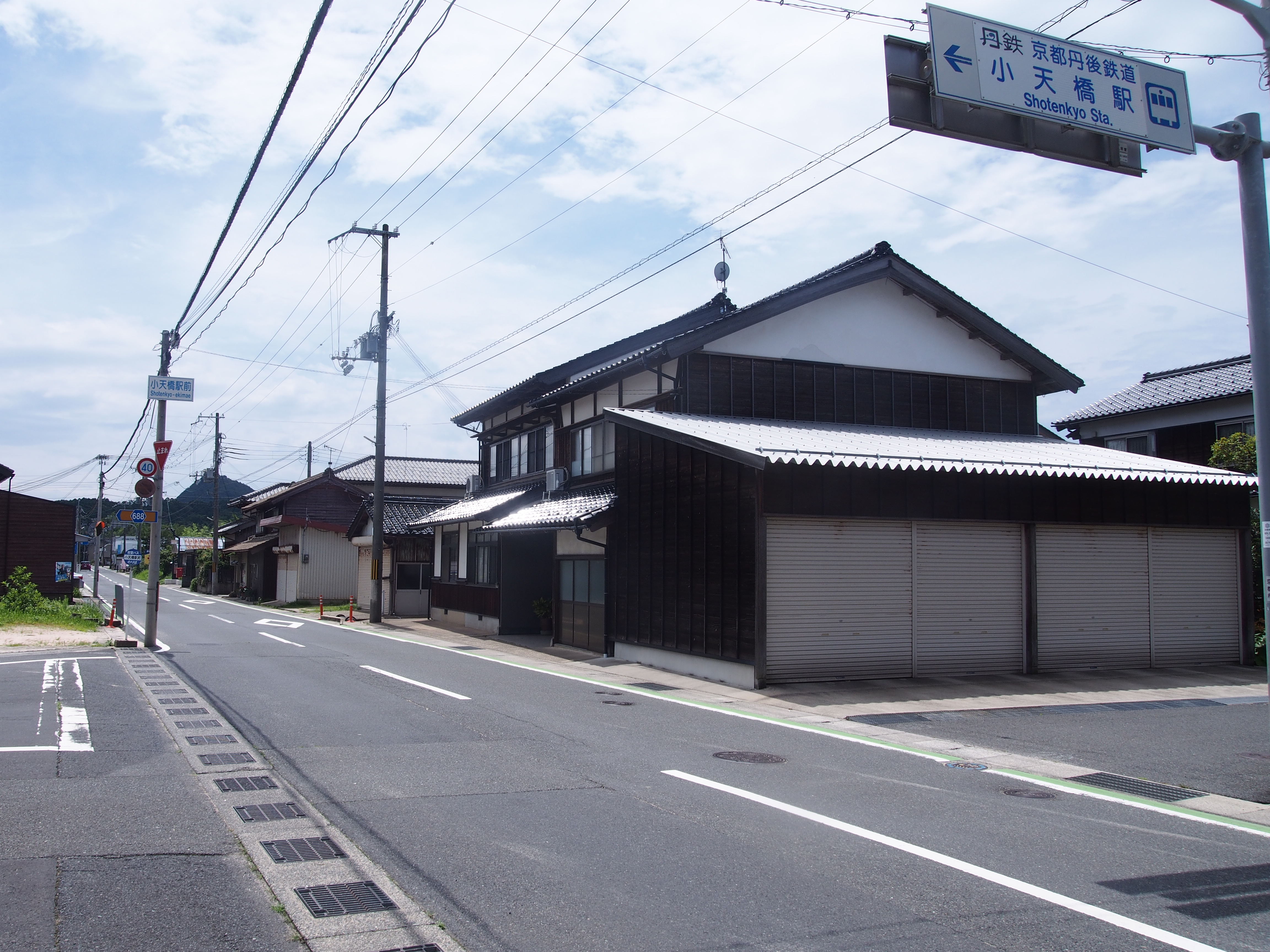
駅前（2019年7月）

京都府道668号線沿い（※京都府道49号線と重複）にある駅で、駅前にある交差点には「小天橋駅前」という交差点名が付いている。駐在所・郵便局・バス停留所はこの府道沿いにあり、民家もこちら側に多く建つ。国道は駅裏側から少し離れた所を通っており、国道沿いには道の駅がある。なお、駅名の由来となった小天橋（景勝地）からは約2.5 kmの距離がある。
駅前にある個人商店「フードショップ三浦屋」では、久美浜町観光総合案内所が運営するレンタサイクル「京丹後市久美浜湾一周（くみいち）レンタサイクル」の貸し出しを行っている。
- 京丹後警察署神野駐在所
- 久美浜神野郵便局
- フードショップ三浦屋
- 道の駅くみはまSANKAIKAN
- 国道178号・浦明バイパス
- 京都府道49号久美浜湊宮浦明線 - 駅付近は京都府道668号線との重複区間。
- 京都府道668号野中小天橋停車場線
- 京丹後市営バス「小天橋駅前」停留所
- 久美浜湾

## 隣の駅
WILLER TRAINS（京都丹後鉄道）
■宮豊線（宮津線）
快速（「丹後路」含む）
夕日ヶ浦木津温泉駅 (T21) - 小天橋駅 (T22) - 久美浜駅 (T24)
普通
夕日ヶ浦木津温泉駅 (T21) - 小天橋駅 (T22) - かぶと山駅 (T23)